# Старе (Акатовське сільське поселення)
Старе (рос. Старое) — присілок Гагарінського району Смоленської області Росії. Входить до складу Акатовського сільського поселення.
Населення — 41 особа (2007 рік). 